# Santa Maria in Turri, Rione Trastevere
Santa Maria in Turri, även benämnd Sanctae Mariae in Turre trans Tiberim och Santa Maria della Torre, var en kyrkobyggnad i Rom, helgad åt Jungfru Maria. Kyrkan var belägen vid hamnen Ripa Grande i Rione Trastevere.
Tillnamnet ”Turri” (ablativ singularis av latinets turris, ”torn”, jämför italienskans ”torre”) åsyftar ett försvarstorn, vilket uppfördes av påve Leo IV (847–855) vid hamnen.

## Kyrkans historia
Kyrkan uppfördes under 1100-talet. År 1578 förlänade påve Gregorius XIII (1572–1585) kyrkan åt Congregazione dei Fratelli della Dottrina Cristiana vid Sant'Agata in Trastevere. Denna kongregation grundades av den helige César de Bus år 1592 och ägnar sig i synnerhet åt undervisning av barn. Under 1600-talets senare hälft genomgick kyrkan en omfattande restaurering.
Kyrkan var enskeppig. Bakom dess altare fanns en fresk föreställande Jungfru Maria och Barnet.
År 1710 överläts kyrkan och de intilliggande byggnaderna åt institutionen Ospizio di San Michele, vilken lät riva dessa för att på platsen uppföra ett nytt, större byggnadskomplex. Till minne av den rivna kyrkan Santa Maria in Turri ritade arkitekten Carlo Fontana kyrkan Santa Maria del Buon Viaggio. Till den nya kyrkan fördes Mariafresken, vilken hade räddats från den rivna kyrkan.
Ospizio di San Michele, senare benämnt Complesso monumentale di San Michele a Ripa Grande, inrymde bland annat barnhem, härbärge och de bägge kyrkorna San Salvatore degli Invalidi och Santa Maria del Buon Viaggio. Byggnadskomplexet hyser sedan 1970-talet Direzione Regionale per i Beni Culturali e Paesaggistici del Lazio samt Gabinetto fotografico nazionale.

## Omnämningar i kyrkoförteckningar
| Katalog                      | År         | Benämning                          |
| ---------------------------- | ---------- | ---------------------------------- |
| Catalogo di Cencio Camerario | 1192       | sce. Marie in turrim trans Tyberim |
| Il Catalogo Parigino         | cirka 1230 | s. Maria in Mirre                  |
| Il Catalogo di Torino        | cirka 1320 | Ecclesia sancte Marie in Turre     |
| Il Catalogo del Signorili    | cirka 1425 | sce. Marie in Turre                |